# Конституція Китайської Народної Республіки
Конституція Китайської Народної Республіки (кит. спр. 中华人民共和国 宪法, піньїнь: Zhōnghuá Rénmín Gònghéguó Xiànfǎ) — основний закон Китайської Народної Республіки.
Після проголошення Китайської Народної Республіки (КНР) в 1949 році в країні чотири рази змінювалися Конституції. Попередні Конституції КНР приймалися в 1954, 1975 і в 1978 роках. Четверта, чинна Конституція КНР була прийнята в 1982 році. У 1988, 1993, 1999 і 2004 роках у неї вносилися зміни.

## Попередні конституції

### Конституція КНР 1954 року
Проєкт Конституції був затверджений на першій сесії ВЗНП 20 вересня 1954
Конституція 1954 р. складалася зі вступу і 106 статей, об'єднаних у чотири розділи. Глава 1 «Загальні положення» була присвячена суспільного устрою, глава 2 «Державна структура» — системі державних органів, глава 3 — основним правам та обов'язкам громадян і глава 4 визначала державні символи і столицю. Як зазначалося у вступі, ця Конституція ґрунтувалася на Загальній програмі НПКРК і була її подальшим розвитком. В ст. 4 Конституції як завдання державного будівництва визначалося створення соціалістичного суспільства. Крім того, в традиційному для соціалістичного «конституціоналізму» дусі говорилося про дружбу з соціалістичними країнами і боротьбі за мир. Конституція 1954 р. передбачено створення посади Голови КНР.

## Чинна конституція КНР 1982 року
Чинна Конституція КНР була затверджена Всекитайськими зборами народних представників (парламентом) 4 грудня 1982 р. і є четвертою в історії країни.
У Преамбулі Конституції 1982 p., яка характеризує підсумки розвитку КНР, програмні цілі та основні принципи її внутрішньої та зовнішньої політики, зазначається, що надалі основне завдання КНР — «зосередженими силами здійснити соціалістичну модернізацію». В галузі зовнішньої політики декларовано, що КНР буде дотримуватися «незалежної та самостійної зовнішньої політики», «п'яти принципів — взаємної поваги суверенітету та територіальної цілісності, взаємного ненападу, невтручання у внутрішні справи один одного, рівності та взаємної вигоди, мирного співіснування», що вона «докладає зусиль в інтересах збереження миру у всьому світі та сприяння справі прогресу людства».
Влада в КНР визначена як демократична диктатура народу, з вказівкою на те, що вона є диктатурою пролетаріату за сутністю (ст. 7).
Із Конституції 1982 р. усунуто всі згадки про «Культурну революцію» та її настанови (наприклад, про «продовження революції при диктатурі пролетаріату»). Водночас багато уваги в конституціях приділяється Єдиному фронту, який при цьому називається не «народно-демократичним» як 1954 р., не революційним, як 1978 p., а тільки «патріотичним». Знайшло конституційне закріплення і формулювання про склад Єдиного фронту, що допускає включення до нього «патріотів», які не стоять на соціалістичних позиціях, але «є прихильниками об'єднання Батьківщини», тобто возз'єднання КНР і Тайваню. До політики щодо Тайваню має пряме відношення й конституційне положення можливості «у разі необхідності» заснувати «особливі адміністративні райони» (ст. 31), режим яких «з урахуванням конкретних умов встановлюють Все-китайські збори народних представників».
Конституція закріпила багатоукладність економіки країни: до двох соціалістичних секторів додані одноосібний (статті 7, 8,11), а у ст. 18 — державно-капіталістичний в особі змішаних китайсько-іноземних підприємств та іноземних приватнокапіталістичних підприємств. У першій частині зазначеної статті йдеться про те, що «дозволяється іноземним підприємствам та іншим іноземним господарським організаціям або окремим особам відповідно до законів Китайської Народної Республіки вкладати капітал в Китаї, здійснювати в різних формах економічне співробітництво з китайськими господарськими організаціями». Закріплюючи багатоукладність в економіці КНР, Конституція особливо підкреслює, що «основа соціалістичної економічної системи КНР — соціалістична суспільна власність на засоби виробництва, тобто всенародна власність і колективна власність трудящих мас» (ст. 6).
У Конституції значно розширена глава про права та обов'язки громадян, яка тепер розміщена одразу за першою главою «Загальні положення». У ній 23 статті замість чотирьох у Конституції 1975 р. та 16 — у Конституції 1978 р. Вперше введено статті, що визначають громадянство КНР (ст. 33) та встановлюють рівність громадян перед законом (ст. 34).
Конституція 1982 р. внесла значні зміни у державну структуру КНР. По-перше, відновлено інститут Голови КНР; по-друге, Постійному Комітету Всекитайських зборів народних представників (ВЗНП) надано фактично такі самі права в галузі законодавства, як і самим Зборам; по-третє, засновано Центральну військову Раду КНР, що за своїм складом була такою, як і у Військовій комісії ЦК КПК, по-четверте, відновлено волосну ланку органів влади та управління, яка відокремлена від народних комун, що зберігаються дотепер лише як одна з форм організації колективного господарства на селі; по-п'яте, зазначено строк, що обмежує перебування деяких вищих державних посадових осіб на своїх постах (Голови та заступника Голови КНР, Голови та заступників Голови Постійного комітету ВЗНП, Прем'єра, заступників Прем'єра та членів Державної Ради (уряду), Голови Верховного народного суду, Генерального прокурора Верховної народної прокуратури — двома скликаннями ВЗНП, тобто десятьма роками (статті 66,75,87)); по-шосте, визначено принцип несу-місництва членства у постійних комітетах Зборів народних представників (включаючи й ПК ВЗНП) із займанням адміністративних, судових і прокурорських посад (статті 65, 103); по-сьоме, засновано у складі урядів різних ступенів системи ревізійних органів для посилення контролю за фінансовою діяльністю (ст. 91).
Конституція відновила основні автономні права національних районів, які раніше проголошувалися Конституцією 1954 р., у тому числі й права на видання положень про автономії та окремо діючих положень (місцевих законів, що враховують національну специфіку), на формування у разі необхідності в межах державної системи військового будівництва з санкції Державної Ради загонів суспільної безпеки для охорони громадського порядку в районах національної автономії (ст. 120). Разом із тим, Конституцією вперше встановлено правило обіймання деяких посад в органах самоврядування районів національної автономії громадянами «тих національностей, які користуються районною автономією» (ст. 114). їм резервуються пости голів урядів національної автономії та голів або заступників голів Постійних комітетів Зборів народних представників цих одиниць. Проте в чинній Конституції КНР, як і в усіх попередніх, немає визначення права не-ханьських народів на самовизначення та державність.
Чинна Конституція КНР названа Основним законом держави і має найвищу юридичну силу. Структура Конституції: Вступ (Преамбула), чотири глави (138 статей). Конституція КНР 1982 p. має реальний характер. Проголошений нею курс на реформування китайської економіки проводиться динамічно та результативно.